# روبرت آدلر

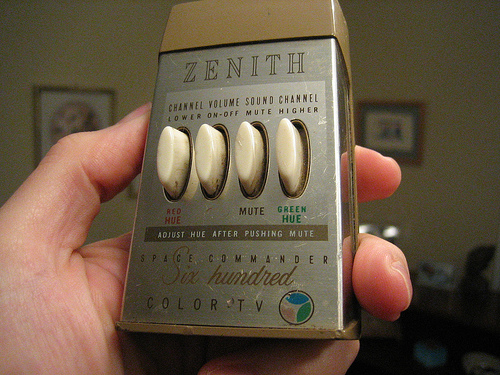
نمونه‌ای از کنترل از راه دور ابداعی روبرت آدلر، ساخت شرکت زنیث

روبرت آدلر (به آلمانی: Robert Adler) دانشمند و مخترع آمریکایی اتریشی تبار است که مهم‌ترین اختراعش کنترل از راه دور تلویزیون می‌باشد.

## زندگی
روبرت آدلر در ۴ دسامبر ۱۹۱۳ در وین متولد شد. مادرش پزشک و پدرش نظریه‌پرداز اجتماعی بود. او زمانی که ۲۴ سال داشت (۱۹۳۷ میلادی) مدرک دکتری فیزیکش را از دانشگاه وین دریافت کرد. در ۱۹۳۹، یک سال پس از پیوست اتریش به آلمان، وین را ترک کرد. نخست به بلژیک و پس از آن به انگلستان رفت. در ۱۹۴۱ به اصرار دوستانش به ایالات متحده آمریکا مهاجرت کرد. اندکی بعد توسط شرکت زنیت استخدام شد. از آن پس در شیکاگو، ایلینوی سکنی گزید. وی در سال‌های نخست دهه ۱۹۴۰ با ماری بوهل ازدواج کرد. آن‌ها هیچگاه صاحب فرزندی نشدند. ماری در سال ۱۹۹۳ درگذشت و آدلر در سال ۱۹۹۸ با اینگرید ازدواج کرد.
از آدلر بیش از ۱۸۰ اختراع و ۴۵ مقاله باقی مانده‌است. در سال ۱۹۸۰ مدال افتخاری ادیسون را دریافت کرد.
او در ۱۵ فوریه سال ۲۰۰۷ در سن ۹۳ سالگی درگذشت.

## اختراع‌ها

### کنترل از راه دور تلویزیون
کنترل از راه دور تلویزیون مهم‌ترین اختراع روبرت آدلر است. پیش از آن یوجین پلی (همکار آدلر در شرکت زنیت) نخستین کنترل از راه دور بی‌سیم را اختراع کرده بود که با نور کار می‌کرد. وی سلول‌های فوتوالکتریکی را بر روی تلویزیون تعبیه کرده بود. اما کنترل اختراع شده توسط بوچین لی کارایی نداشت به این خاطر که سلول‌ها به نور خورشید واکنش نشان می‌دادند و تابش نور خورشید موجب تغییر کانال‌ها می‌شد.
آدلر کنترل از راه دور تلویزیون را با استفاده از امواج فراصوت ساخت. این کنترل‌ها به مدت بیست سال استفاده می‌شدند. شرکت زنیت و سایر شرکت‌ها تا سال ۱۹۸۰، نه میلیون از این کنترل‌ها را به فروش رساندند. تا اینکه کنترل‌های فروسرخ جای آن‌ها را گرفتند. از مزایای کنترل ابداع شده توسط آدلر، بی‌نیازی آن به باتری بود.